# Guttenberg (New Jersey)
Guttenberg è un comune degli Stati Uniti d'America, nella Contea di Hudson, nello Stato del New Jersey. 
La città fa parte dell'area metropolitana di New York.
Al censimento USA del 2010, la città contava 11.176 abitanti su una superficie di poco più di mezzo chilometro quadrato (0,628 km²), che ne fanno il comune più densamente popolato di tutti gli Stati Uniti, con una densità di quasi 18.000 abitanti/ km².
La sua vicinanza con New York City (5 miglia dall'ingresso del Lincoln Tunnel) ha portato a trasferirvisi molti impiegati e professionisti che lavorano a Manhattan.